# Dansk Musiker Forbund
Dansk Musiker Forbund (DMF) er en fagforening for musikere, sangere, musikundervisere og musikteknikere. DMF har omkring 5.800 medlemmer. DMF var medlem af hovedorganisationen FTF, men er siden 1. januar 2019 medlem af FH.
Forbundets formål er bl.a. at arbejde for at højne medlemmernes sociale, kunstneriske, arbejdsmæssige og økonomiske stilling i samfundet og at varetage medlemmernes løn- og ansættelsesvilkår, ophavsretslige interesser og øvrige fælles interesser i det hele taget.
Dansk Musiker Forbunds formand er Susan Diana Nyengaard.
Dansk Musikeres Landsforbund blev stiftet i 14. april 1911. Forbundets første formand hed O.A. Røder.
Overenskomster
Dansk Musiker Forbund repræsenterer sine medlemmer i 22 overenskomster, der dækker områder inden for bl.a. musikskoler, Forsvaret, Aarhus Jazz Orchestra, Det Kongelige Teater, Den Jyske Operas kor, Landsdelsorkestrene og DR´s ensembler samt ved solistoptræden i DR. Derudover har forbundet også overenskomster, der dækker musikere ansat på teatre, ved Levende Musik i Skolen mm.
Minimumstariffen
Det er Dansk Musiker Forbund, der står bag fastsættelsen af musikernes minimumshonorering – i daglig tale kaldet DMF´s minimumstarif. Den bruges i spillestedernes honorarstøtteordning og er derudover anerkendt på spillesteder, festivaler mm.
Organisationen
Organisatorisk er Dansk Musiker Forbund en landsorganisation og et enhedsforbund, der mellem Årsmøderne ledes af en hovedbestyrelse.
Lokalafdelingerne
Dansk Musiker Forbund har 27 foreninger/lokalafdelinger. Delegerede til Dansk Musiker Forbunds Årsmøde vælges på lokalafdelingernes generalforsamlinger. Og det er dermed disse delegerede, der repræsenterer medlemmerne på Årsmødet.
Årsmøde
Årsmødet er Dansk Musiker Forbunds øverste myndighed. Årsmødet blev indført ved Dansk Musiker Forbunds kongres den 19. november 2020. På Årsmødet vælges medlemmer til hovedbestyrelsen. 2 af disse skal være under 35 år. På Årsmødet vedtages også evt. ændringer af Dansk Musiker Forbunds love og lignende.  
Hovedbestyrelsen, forretningsudvalg og daglig ledelse
Hovedbestyrelsen leder Dansk Musiker Forbund mellem årsmøderne. Hovedbestyrelsen vælger på dets første møde efter Årsmødet et forretningsudvalg, der sammen med den daglige ledelse, beslutter og leder organisationens daglige drift. Formanden og de 2 næstformænd er fødte medlemmer af Forretningsudvalget.
Sekretariatet ledes af Nanna Klingsholm. Sekretariatet har hovedkontor på Sankt Hans Torv på Nørrebro i København og Vestergade i Aarhus.
Medier
Dansk Musiker Forbund har sit eget medlemsblad MUSIKEREN, der udkommer 4 gange om året. Der udsendes løbende nyhedsbreve (E-NYT) med aktuel information til medlemmerne.